# Leandro Reymúndez
Leandro Federico Reymúndez Martínez (Cardal, Florida, Uruguay; 1 de febrero de 1992), conocido como Leandro Reymúndez, es un exfutbolista uruguayo que jugaba como extremo izquierdo. Su último club fue el Club Social y Deportivo Cooper de la Primera División Amateur de Uruguay. Luego de anunciar su retiro en 2023 comenzó su carrera como rapero de música cristiana bajo el seudónimo ReyMunDios.

## Estadísticas
Actualizado al 4 de octubre de 2016.
| Cerro · Uruguay                                       | 1.ª           | 2011/12       | 3  | 0 | - | - | - | - | 3  | 0 |
| Cerro · Uruguay                                       | 1.ª           | 2013/14       | 5  | 0 | - | - | - | - | 5  | 0 |
| Cerro · Uruguay                                       | 1.ª           | 2014/15       | 1  | 0 | - | - | - | - | 1  | 0 |
| Cerro · Uruguay                                       | Total club    | Total club    | 9  | 0 | 0 | 0 | 0 | 0 | 9  | 0 |
| Wanderers · Uruguay                                   | 1.ª           | 2014/15       | 11 | 2 | - | - | 7 | 1 | 18 | 3 |
| Wanderers · Uruguay                                   | 1.ª           | 2015/16       | 2  | 0 | - | - | - | - | 2  | 0 |
| Wanderers · Uruguay                                   | Total club    | Total club    | 13 | 2 | 0 | 0 | 7 | 1 | 20 | 3 |
| Sud América · Uruguay                                 | 1.ª           | 2015/16       | 8  | 0 | - | - | - | - | 8  | 0 |
| Sud América · Uruguay                                 | Total club    | Total club    | 8  | 0 | 0 | 0 | 0 | 0 | 8  | 0 |
| Fénix · Uruguay                                       | 1.ª           | 2016          | 2  | 1 | - | - | - | - | 2  | 1 |
| Fénix · Uruguay                                       | Total club    | Total club    | 1  | 0 | 0 | 0 | 0 | 0 | 1  | 0 |
| Sud América · Uruguay                                 | 1.ª           | 2015/16       | 8  | 0 | - | - | - | - | 8  | 0 |
| Sud América · Uruguay                                 | Total club    | Total club    | 8  | 0 | 0 | 0 | 0 | 0 | 8  | 0 |
| Coquimbo Unido · Chile                                | 2.ª           | 2017          | 12 | 1 | - | - | - | - | -  | - |
| Coquimbo Unido · Chile                                | 2.ª           | 2017/18       | 0  | 0 | - | - | - | - | -  | - |
| Coquimbo Unido · Chile                                | Total club    | Total club    | 1  | 0 | 0 | 0 | 0 | 0 | 1  | 0 |
| Total carrera                                         | Total carrera | Total carrera | 32 | 3 | 0 | 0 | 7 | 1 | 39 | 4 |
| (1)Incluidos los datos de la Copa Libertadores (2015) |               |               |    |   |   |   |   |   |    |   |